# 24104 Vinissac
A 24104 Vinissac (ideiglenes jelöléssel 1999 VZ9) a Naprendszer kisbolygóövében található aszteroida. Charles W. Juels fedezte fel 1999. november 9-én.